# Hall (Frans Jozefland)

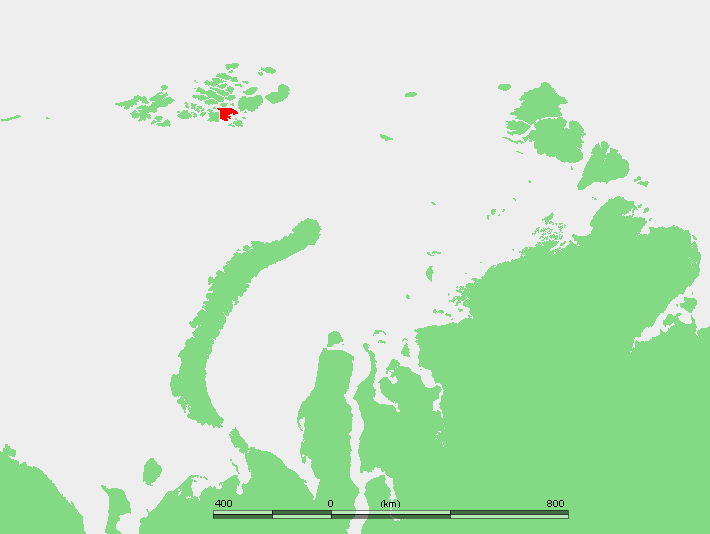
Ligging van het eiland Hall in de Frans Jozefarchipel

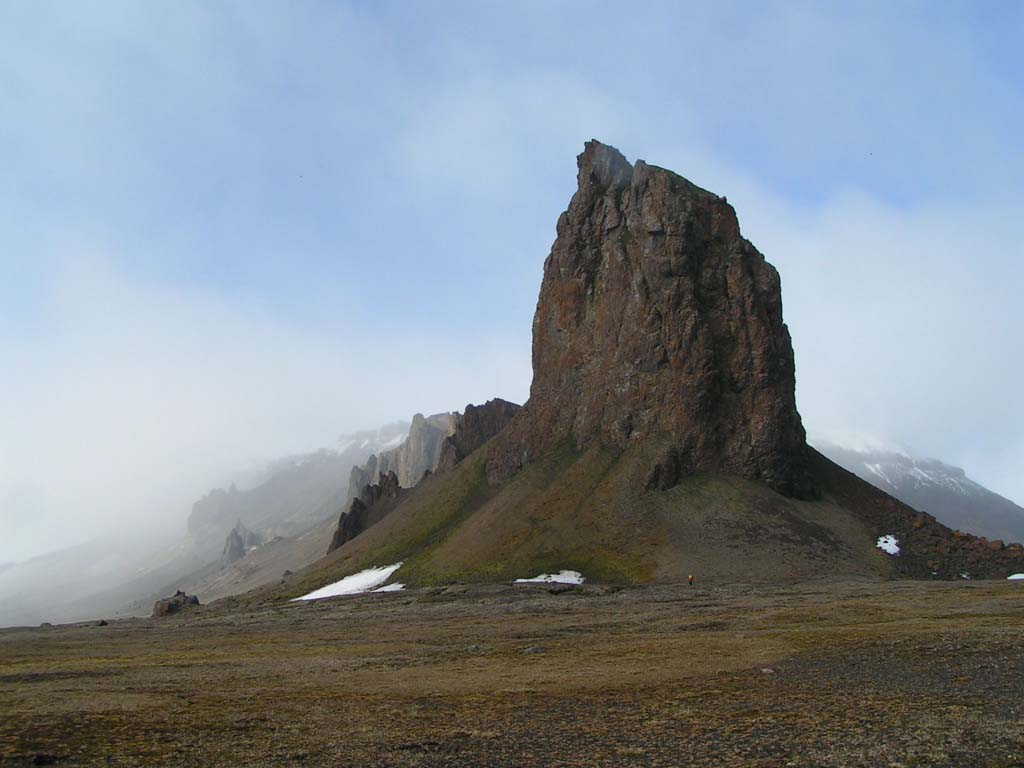
Kaap Tegethoff.

Hall (Russisch: остров Галля; ostrov Gallja) is een eiland van de archipel Frans Jozefland in de Russische oblast Archangelsk. Het eiland is vernoemd naar de Amerikaanse poolonderzoeker Charles Francis Hall.

## Geografie
Hall is vrijwel geheel bedekt met ijs. De enige relatief grote gebieden die niet permanent onder het ijs liggen bevinden zich aan zuidzijde, alwaar twee kapen te vinden zijn; Kaap Tegethoff (Tegetchoff) en Kaap Ozerny ("meer") op het schiereiland Littov. Er is ook een heel klein deel zonder permanente ijsbedekking nabij de oostelijke kaap, Kaap Frankfurt (Frankfoert) en een ander op het meest noordwestelijke punt, Kaap Wiggins (Oeigginsa).
Hall heeft een oppervlakte van 1049 km² en is daarmee een van de grootste eilanden van de archipel. Het hoogste punt ligt op 502 meter in de Zavaritskirotsen (Skaly Zavaritskogo; vernoemd naar de Russische geoloog Aleksandr Zavaritski; 1884-1952), die uitlopen in Kaap Tegethoff. Aan zuidwestzijde van Hall ligt de grote Hydrograafbaai (Zaliv Gidrografov) en ten westen van het schiereiland Littov ligt de Soerovajabocht (Boechta Soerovaja; "strenge bocht").
Hall wordt door de nauwe Straat Negri aan westzijde gescheiden van het eiland MacClintok, ten noorden waarvan het eiland Alger ligt. Aan zuidoostzijde wordt Hall door de Straat Lavrov (Lavrova) gescheiden van het eiland Salm, het eiland Koldewey en de Hochstettereilanden. Ten oosten en noordoosten scheidt de grotere Oostenrijkse Straat (Avstriejski) Hall van het eiland Wilczekland (Zemlja Viltsjeka) en de Komsomoleilanden en aan noordzijde scheidt de Straat Markham (de belangrijkste oost-west-zeestraat van de archipel) het van de eilanden Hayes (Heiss; Gejsa) en Champ (Tsjamp).

### Kusteilanden rondom Hall
- Op ongeveer 6 kilometer ten noordwesten van Hall, in het verlengde van Kaap Wiggins, ligt het ongeveer 5 kilometer lange ovaalvormige eiland Newcomb (Нюкомба; Njoekomba of Ньюкома; Njoekoma) dat niet bedekt is met ijs en oploopt tot 67 meter. Dit eiland is vernoemd naar Raymond Lee Newcomb, de marineofficier die het bevel voerde over de zoekexpeditie van 1882 tot 1884 naar de verdwenen expeditie van De Long op het schip Jeannette.
- Ten noorden van Hall liggen iets uit de kust drie kleine eilandjes, die gezamenlijk de Brown-eilanden (острова Броунова; ostrova Brooenova) worden genoemd. Ze zijn vernoemd naar de Britse marineofficier George Brown (1826-1880), die samen met kapitein Robert McClure op het schip Investigator tussen 1850 en 1854 een zoektocht leidde naar John Franklin.
- Op 1,5 kilometer ten oosten van Hall, aan de monding van de Hydrograafbaai, ligt het eiland Berghaus (Бергхауз; Bergchaoez) dat oploopt tot 372 meter en eveneens niet bedekt is met ijs. Dit eiland is vernoemd naar de Duitse geograaf Heinrich Berghaus (1797-1884).

## Geschiedenis
Het eiland werd op 30 augustus 1873 ontdekt door de Oostenrijks-Hongaarse Noordpoolexpeditie onder leiding van Julius von Payer en Karl Weyprecht. Het was het eerste grotere eiland van de Frans Jozefarchipel dat de expeditieleden bezochten.
Tussen 1898 en 1899 werd een klein kamp (een houten huis met schuurtje) voor 9 personen gebouwd bij Kaap Tegethoff door een expeditie onder leiding van Walter Wellman. Het kamp bevat een gedenkteken ter herinnering van de ontdekking van de archipel. Van het huis is alleen het onderstel en de oven bewaard gebleven. Kaap Tegethoff werd vernoemd naar het schip van de Oostenrijks-Hongaarse expeditie, dat weer vernoemd was naar de Oostenrijkse admiraal Wilhelm von Tegetthoff.